# کولناتنگا

کولناتنگا شهری در شهرستان کوکولوگو در استان بولکیمده در بورکینافاسوی غربی مرکزی است جمعیت آن ۶۷۴ نفر است.